# Бызов, Дмитрий
Дмитрий Бызов (род. 25 января 1966) — российский легкоатлет, специалист по тройному прыжку. Выступал на профессиональном уровне в 1990-х годах, чемпион России в помещении, победитель и призёр первенств всероссийского значения, участник ряда крупных международных турниров, в том числе чемпионата мира в помещении в Барселоне. Представлял Алтайский край и физкультурно-спортивное общество «Динамо». Мастер спорта России международного класса.

## Биография
Дмитрий Бызов родился 25 января 1966 года.
Занимался лёгкой атлетикой в Барнауле, проходил подготовку под руководством заслуженного тренера России Виктора Николаевича Погребного, выступал за алтайский клуб физкультурно-спортивного общества «Динамо».
Впервые заявил о себе в тройном прыжке в сезоне 1989 года, когда выиграл золотую и серебряную медали на турнире в Сочи, занял седьмое место на Мемориале братьев Знаменских в Волгограде, стал вторым на международном турнире в Софии.
В августе 1993 года одержал победу на турнире в Ростове-на-Дону.
В августе 1994 года победил на турнире в Краснодаре, установив при этом свой личный рекорд на открытом стадионе — 17,13 метра.
В 1995 году с личным рекордом 17,06 превзошёл всех соперников на зимнем чемпионате России в Волгограде. Попав в основной состав российской сборной, выступил на чемпионате мира в помещении в Барселоне — с результатом 16,59 благополучно преодолел предварительный квалификационный этап, тогда как в финале прыгнул на 16,23 метра и занял итоговое десятое место. Летом стал седьмым на Мемориале братьев Знаменских в Москве, стартовал на международных турнирах в Гейтсхеде и Лондоне.
В августе 1998 года выиграл турнир в Новокузнецке.
В июне 1999 года взял бронзу на Мемориале Куца в Москве.
В 2000 году был третьим на Мемориале Дьячкова в Москве, показал 11-й результат на Мемориале братьев Знаменских в Москве, стартовал на чемпионате России в Туле.
В июне 2001 года занял пятое место на Мемориале Знаменских в Туле, был четвёртым на турнире в Москве.
Впоследствии ещё в течение многих лет продолжал принимать участие в ветеранских мастерских соревнованиях по лёгкой атлетике. В 2008 году отметился выступлением на Мемориале Дьячкова и Озолина в Москве, где занял в своей дисциплине 13-е место.
За выдающиеся спортивные достижения удостоен почётного звания «Мастер спорта России международного класса».